# Classe de Todd
Les classes de Todd sont des classes caractéristiques utilisées en géométrie algébrique pour distinguer les fibrés vectoriels ou, plus généralement, les faisceaux.
Elles sont nommées d'après le mathématicien britannique John Arthur Todd, qui les a introduites pour la première fois en 1937. On comprend aujourd'hui les classes de Todd dans leur relation aux classes de Chern, vis-à-vis desquelles elles jouent un rôle « dual », et au travers de leur interaction via le théorème de Grothendieck-Hirzebruch-Riemann-Roch.

## Définition
Soit Q(x) l'expression dépendant de x :
{\displaystyle Q(x)={\frac {x}{1-e^{-x}}}}
Soit E un fibré vectoriel, de racines de Chern {\displaystyle \alpha _{i}}, c'est-à-dire vérifiant {\displaystyle \alpha _{1}+\cdots +\alpha _{n}=c_{1}(E)} , etc., la classe de Todd de E est définie par :
{\displaystyle \mathrm {td} (E)=\prod _{i=1}^{k}Q(\alpha _{i})}
On peut développer la quantité Q en une série formelle faisant intervenir les nombres de Bernoulli :
{\displaystyle Q(x)=1+{\frac {x}{2}}+\sum _{k=1}^{+\infty }{\frac {(-1)^{k-1}B_{k}}{(2k)!}}x^{2k}}.
Ainsi, on peut exprimer la classe de Todd à partir des classes de Chern uniquement :
{\displaystyle \mathrm {td} (E)=1+{\frac {c_{1}}{2}}+{\frac {1}{12}}(c_{1}^{2}+c_{2})+{\frac {1}{24}}c_{1}c_{2}+\cdots }
Cette expression a donc un sens pour tout faisceau cohérent (en).

## Propriétés
- Si {\displaystyle 0\to A\to B\to C\to 0} est une suite exacte courte de fibrés vectoriels, on a {\displaystyle \mathrm {td} (B)=\mathrm {td} (A)\mathrm {td} (C)}.